# Consejería de Administración Pública de la Junta de Extremadura
La Consejería de Administración Pública es una consejería que forma parte de la Junta de Extremadura. Su actual consejero y máximo responsable es Pedro Tomás Nevado-Batalla Moreno. Esta consejería auna las competencias autonómicas en materia de servicios jurídicos, política tecnológica de carácter corporativo, administración electrónica, inspección de servicios, evaluación y calidad de la Administración, cooperación internacional para el desarrollo, función pública y recursos humanos, justicia e interior y Administración Local.
Igualmente le corresponde la Secretaría del Consejo de Gobierno.
Tiene su sede en la Paseo de Roma de la capital extremeña, en el complejo administrativo de Morerías.

## Estructura Orgánica
- Secretaría General
  - Servicio de Administración General
  - Servicio de Gestión Económica
  - Servicio de Contratación y Asuntos Generales
  - Servicio de Legislación y Documentación
- Dirección General de los Servicios Jurídicos
  - Jefatura del Área de los Servicios Consultivos
  - Jefatura del Área de los Servicios Contenciosos
- Dirección General de Función Pública, Recursos Humanos e Inspección
  - Servicio de Coordinación y Régimen Jurídico de Personal
  - Servicio de Gestión de Personal
  - Servicio de Régimen Retributivo, Seguridad Social y Acción Social
  - Servicio de Relaciones Laborales y Asuntos Sindicales
  - Servicio de Salud y Prevención de Riesgos Laborales
  - Servicio de Selección y Provisión de Puestos
  - Servicio de Inspección y Seguimiento de la Calidad
  - Servicio de Atención al Ciudadano
  - Escuela de Administración Pública "Nicolás de Ovando"
  - Unidad de Coordinación de Evaluación y Análisis de Cargas
- Dirección General de Administración Electrónica y Tecnologías de la Información
  - Servicio de Infraestructura Tecnológica
  - Servicio de Administración de Sistemas
  - Servicio de Desarrollo de Proyectos
  - Servicio de Implantación de Sistemas
  - Servicio de Sistemas de Información Agraria
  - Servicio de Sistemas de Información Docente
  - Servicio de Radiodifusión y Televisión
- Dirección General de Administración Local, Justicia e Interior
  - Servicio de Administración Local
  - Servicio de Interior y Espectáculos Públicos
  - Servicio de Administración de Justicia y Registro
  - Servicio de Cooperación Económica con las Entidades Locales
  - Academia de Seguridad Pública de Extremadura
  - Unidad de Protección Civil

## Entes adscritos a la consejería
- Agencia Extremeña de Cooperación Internacional para el Desarrollo - AEXCID
- Servicio 112

## Lista de consejeros de Administración Pública
- Jesús Medina Ocaña (1983-1987)
- Ángel Álvarez Morales (1987-1989)
- Manuel Amigo Mateos (1989-1993)
- Joaquín Cuello Contreras (1993-1995)
- Victorino Mayoral Cortés (1995-2000)
- María Antonia Trujillo Rincón (2000-2003)
- Casilda Gutiérrez Pérez (2003-2007)
- Ángel Franco Rubio (2007-2011)
- Pedro Tomás Nevado-Batalla Moreno (2011-Actualidad)